# 木村京太郎
木村 京太郎（きむら きょうたろう、1902年（明治35年）6月19日 - 1988年（昭和63年）6月11日）は、大正・昭和の社会運動家。

## 経歴
奈良県南葛城郡小林村（現在の御所市）出身。1922年4月、水平社の支部である小林水平社を結成、翌月の奈良県水平社に参加する。同月、大正村（旧小林村等が合併して成立）の高等小学校における差別糾弾事件で逮捕され、水平社が関わる部落解放運動での逮捕者第1号となった（奈良県大正村事件）。この事件で禁錮6か月の刑を受けるが運動内の注目を集め、翌1923年の全国水平社青年運動結成の中心人物となった。更に1924年には全国水平社本部常任に抜擢され、機関紙『選民』の編集を担当する。こうした中で闘争の中心に立った木村は1925年の福岡連隊差別糾弾闘争で懲役3年、1928年の3・15事件では懲役5年の判決を受ける。釈放後の1937年に大日本青年党に加入して部落解放運動と国家社会主義との融合を主導していくことになる。
1946年部落解放全国委員会の結成時に常任全国委員となるが、直後に公職追放となる。だが、1948年に部落問題研究所を創設して常務理事（1982年から死去までは顧問）に就任して運動への影響力を維持し、公職追放解除後は部落解放全国委員会の財政・機関紙の責任者を務め、部落解放同盟の重鎮として活躍した。1953年の全国同和教育研究協議会、1965年の荊冠友の会（主宰）、1974年の国民融合をめざす部落問題全国会議の結成の旗振り役となった。